# Cephalotes ustus
Cephalotes ustus é uma espécie de inseto do gênero Cephalotes, pertencente à família Formicidae.